# Haploniscus latus
Haploniscus latus är en kräftdjursart som beskrevs av Yakov Avadievich Birstein 1971. Haploniscus latus ingår i släktet Haploniscus och familjen Haploniscidae. Inga underarter finns listade i Catalogue of Life.